# Brassavola subulifolia
Brassavola subulifolia är en orkidéart som beskrevs av John Lindley. Brassavola subulifolia ingår i släktet Brassavola och familjen orkidéer.
Artens utbredningsområde är Jamaica. Inga underarter finns listade i Catalogue of Life.

## Bildgalleri

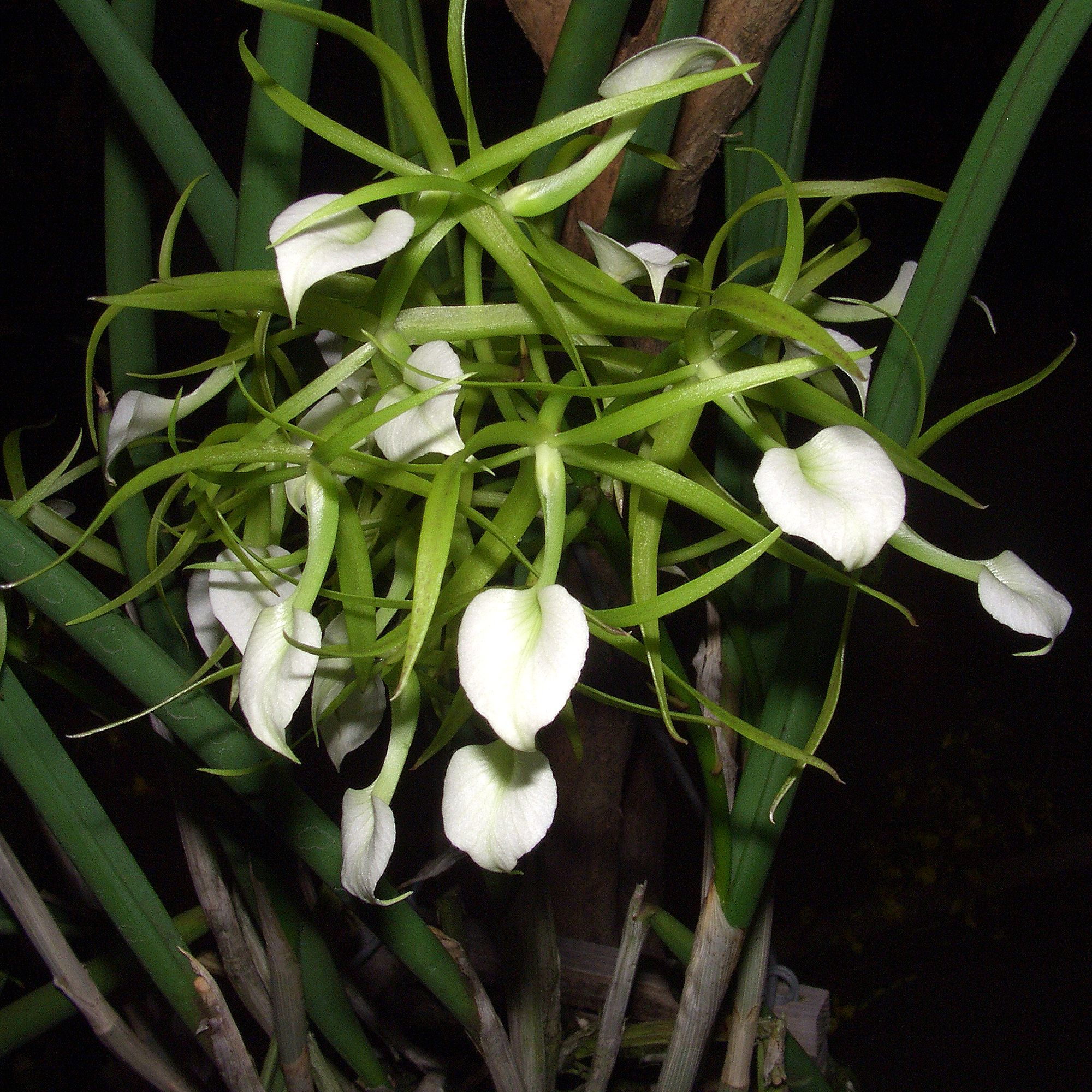
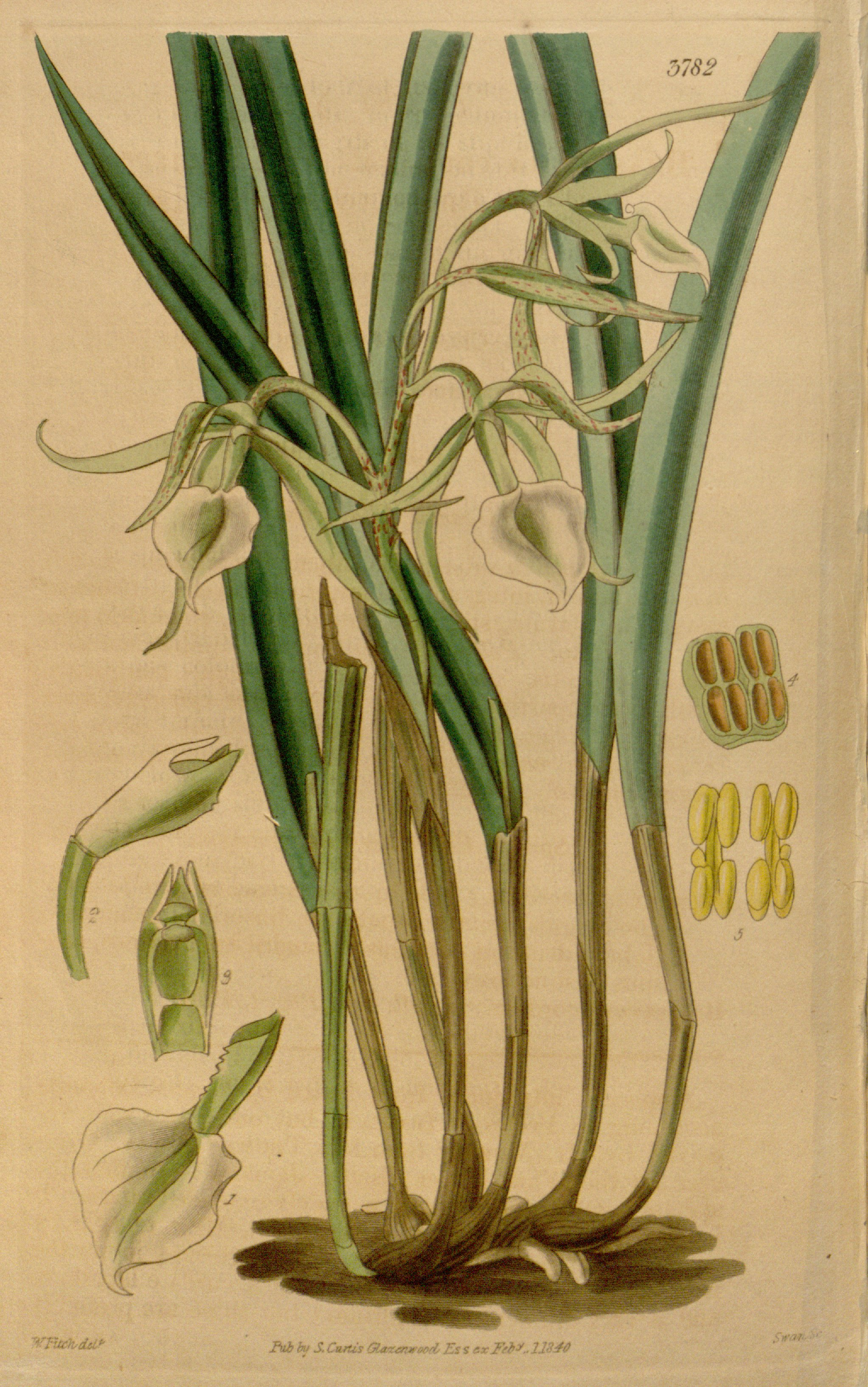